# 空海

空海《風信帖》

空海（日语：／ Kūkai；774年7月27日—835年4月22日），俗名佐伯真魚，日本佛教僧侶、書法家，為唐代日本留學僧，師學今西安青龍寺惠果門下，獲傳承付法第一人，受賜法號遍照金剛，諡號弘法大師。

## 生平
寶龜五年六月十五日（774年7月27日），誕於讚岐國多度郡屏風浦（今香川縣善通寺市），父亲是豪族，母亲阿刀氏是渡来人後人。在日期間，作過修驗者。延曆二十三年（804年）與最澄、義真、靈仙等渡海至大唐學法，空海一行东渡时在海上遇到颱風，在长溪县赤岸（今福建省霞浦县松港街道赤岸村）登陆，逗留41天后经福州前往长安。空海於长安青龙寺向惠果学习真言密教，傳承金剛界與胎藏界二部純密，為唐密第九祖；返日創真言宗。空海將密宗區分為「純密」與「雜密」，見其所著《三學錄》。弘仁十四年（823年）獲賜東寺為真言密教道場，後稱東密，以別於稱作台密的天台宗。承和二年三月二十一日（835年4月22日），空海在高野山圓寂，享壽六十一歲，諡號「弘法大師（こうぼうだいし）」。
傳說空海參考梵文，將日文字母以平假名排序成陣，製成《伊呂波歌》以便世人學習，至今仍有諸多日本人能夠背誦。此外，他亦是有名的書法家，與嵯峨天皇、橘逸勢共稱三筆，傳說唐順宗賜其號曰「五筆和尚」。傳世名作為《風信帖》。同時他對於文學文論亦頗有研究，有《文镜秘府论》傳世。

## 判教
空海在对显宗、密宗二者判教时形成了其自己一套说法，其中最为重要的就是「十住心」说。这一学说可以以下表概括：
| 学说名 | 住心       | 道       | 乘           | 显密 |
| ------ | ---------- | -------- | ------------ | ---- |
| 十住心 | 异生羝羊心 | 诸趣外道 | 世间三心     | 九显 |
| 十住心 | 愚童持斋心 | 人趣     | 世间三心     | 九显 |
| 十住心 | 愚童无畏心 | 天趣     | 世间三心     | 九显 |
| 十住心 | 唯蕴无我心 | 声闻     | 小乘         | 九显 |
| 十住心 | 拔业因种心 | 缘觉     | 小乘         | 九显 |
| 十住心 | 他缘大乘心 | 唯识     | 大乘四心     | 九显 |
| 十住心 | 觉心不生心 | 三论     | 大乘四心     | 九显 |
| 十住心 | 一道无为心 | 天台     | 大乘四心     | 九显 |
| 十住心 | 极无自性心 | 华严     | 大乘四心     | 九显 |
| 十住心 | 秘密庄严心 | 真言     | 无上秘密乘心 | 一密 |

## 各地影響
在日本，「大師」一詞多專指空海。日語中就有一句格言：「弘法奪『大師』之名，秀吉奪『太閤』之名，玄奘奪『三藏』之名」（大師は弘法に奪われ、太閤は秀吉に奪わる，そしてまた三蔵は玄奘に奪わる）。在四國地區，有88所與空海有淵源的寺廟被通稱為四國八十八箇所，日後也成為日本佛教徒的朝聖地點。
因臺灣日治時期的影響，奉祀弘法大師法相的寺廟包括台北西門町媽祖廟（以紀念真言宗建廟之德）、花蓮縣吉安鄉慶修院、台南市開元寺，在台北丹鳳山上有紀念弘法大師之碑。
在西歷1993年，日本松山市原田龍元出資鑄造了一尊空海法師的青銅立像，並安放於福州開元寺紀念至今。

### 相關諺語
作為一位著名的書法家，日語中也有兩句衍生自弘法大師的諺語：
- ：弘法大師也有寫錯字的時候。比喻最有才能的人也有失敗的時候。
- ：弘法大師不挑筆。比喻真正有才能的人不會怪罪外在因素造成自己的失敗。

## 主要作品
- 三教指歸
- 十住心論
- 風信帖
- 文鏡秘府論

## 相關小說
- 空海之風景（1976年 司馬遼太郎）
- 曼陀羅之人―空海求法傳（1984年 陳舜臣）
- 空海（2005年 三田誠廣）

- 四國遍路的近現代―「現代遍路」開始至「療癒之旅」（2005年 森正人）
- 沙門空海（夢枕獏）

## 電影
- 空海（1984年東映 執導：佐藤純彌 劇本：早坂曉）
- 曼荼羅／若き日の弘法大師・空海（1991年東宝東和 監督：テン・ウェンジャ 音樂：喜多嶋修）
- 妖貓傳／空海（2017年角川映畫等 導演：陳凱歌）

## 外部連結
- 「空海の風景」1/7司馬遼太郎 "街道を行く" （页面存档备份，存于）
- 空海精神 （页面存档备份，存于）
- 弘法大師空海與高野山之旅 （页面存档备份，存于）
- 弘法大師 : 般若心經秘鍵
- 秘藏記 （页面存档备份，存于）